# Amorphous Glacier
Der Amorphous Glacier (von englisch amorphous ‚formlos, ohne Gestalt‘) ist ein undulierender Gletscher an der Scott-Küste des ostantarktischen Viktorialands. In den Northern Foothills am Ufer der Terra Nova Bay fließt er vom Mount Abbott in ein von Geröll überlagertes Mündungsgebiet.
Das New Zealand Antarctic Place-Names Committee benannte ihn 1989 deskriptiv.